# 莫拉莱斯德托罗
莫拉莱斯德托罗，是西班牙卡斯蒂利亚-莱昂萨莫拉省的一个市镇。 总面积54平方公里，总人口1103人（2001年），人口密度20人/平方公里。